# Теорема Ли
Теорема Ли — теорема о представлених разрешимых алгебр Ли.

## Формулировка
Пусть {\displaystyle \pi :{\mathfrak {g}}\to {\mathfrak {gl}}(V)} есть конечномерное представление разрешимой алгебры Ли над алгебраически замкнутым полем характеристики нуль.
Тогда {\displaystyle \pi ({\mathfrak {g}})} имеет инвариантный флаг подпространств {\displaystyle V=V_{0}\supset V_{1}\supset \cdots \supset V_{n}=0,\operatorname {codim} V_{i}=i}; то есть {\displaystyle \pi (X)V_{i}\subset V_{i}} для каждого {\displaystyle X\in {\mathfrak {g}}} и i.

### Замечания
- Другими словами, теорема утверждает, что можно выбрать базис в {\displaystyle V} такой, что все линейные преобразования {\displaystyle \pi ({\mathfrak {g}})} задаются верхнетреугольными матрицaми.
  - Это утверждение обобщает результат Фробениуса, о том что коммутирующие матрицы допускают одновременную триангулизацию.

- Теорема не выполняется для алгебраически замкнутых полей ненулевой характеристики. Однако утверждение теорем становится верным если размерность {\displaystyle V} меньше характеристики поля.

## Следствия
- Теорема применима к присоединенному представлению {\displaystyle \operatorname {ad} :{\mathfrak {g}}\to {\mathfrak {gl}}({\mathfrak {g}})} (конечномерной) разрешимой алгебры ли {\displaystyle {\mathfrak {g}}}. Таким образом, можно выбрать базис в {\displaystyle {\mathfrak {g}}}, по отношению которого {\displaystyle \operatorname {ad} ({\mathfrak {g}})} состоит из верхних треугольных матриц.
  - Из этого следует, что для любых {\displaystyle x,y\in {\mathfrak {g}}}, {\displaystyle \operatorname {ad} ([x,y])=[\operatorname {ad} (x),\operatorname {ad} (y)]} имеет нулевую диагональ; значит {\displaystyle \operatorname {ad} ([x,y])} нильпотентен. По теореме Энгеля, это означает, что {\displaystyle [{\mathfrak {g}},{\mathfrak {g}}]} является нильпотентной алгеброй Ли; обратное утверждение очевидно верно. То есть, конечномерная алгебра Ли {\displaystyle {\mathfrak {g}}} над полем характеристики ноль разрешима, тогда и только тогда, когда производная алгебра {\displaystyle D{\mathfrak {g}}=[{\mathfrak {g}},{\mathfrak {g}}]} нильпотентна.